# Шаше
Шаше (тсвана Noka ya Shashe, англ. Shashe River) — река на востоке Ботсваны и юго-западе Зимбабве. Крупный левый приток реки Лимпопо. Берёт начало вблизи города Франсистаун и течёт в юго-восточном направлении вплоть до своего устья близ границы с ЮАР. На большей части своего течения формирует границу между Ботсваной и Зимбабве. Близ деревни Тули река на коротком участке полностью выходит на территорию Зимбабве, однако вскоре вновь возвращается на границу. Шаше является временной рекой и полностью пересыхает на протяжении большей части года. Шаше составляет 12,2 % от всего поверхностного стока в бассейн Лимпопо.
Основные притоки: Симукве, Санчокве, Шашани, Тули, Тате и Рамокгвебана. К югу от Франсистауна через реку имеются автомобильный и железнодорожный мост. Кроме того, примерно в 25 км к юго-востоку Франсистауна, к северу от деревни Тонота, река перегорожена плотиной Шаше, построенной в 1982 году. Изначально плотина строилась с целью обеспечения водой крупного промышленного города Селеби-Пхикве, однако сегодня вода используется преимущественно для обеспечения Франсистауна и расположенных в окрестности деревень и шахт.
В 2011 году на Шаше ниже по течению, у деревни Робелела, была построена плотина Дикгатльхонг, крупнейшая в Ботсване и обеспечивающая водой ряд городов страны, включая Габороне.
Вблизи места слияния Шаше и Лимпопо, в районе Вембе провинции Лимпопо (по современному административному делению ЮАР) в декабре 1932 года было обнаружено археологическое местонахождение Мапунгубве с захоронениями людей железного века и золотыми украшениями. Проведённые здесь начиная с 1930-х годов археологические раскопки привели к обнаружению многочисленных артефактов, относящихся к двум периодам: раннему железному веку (VIII—XII вв.; грубая лепная керамика, железные мотыги и наконечники стрел) и развитому железному веку (XIV—XVII вв.; полированная керамика, монументальные каменные сооружения, железные орудия и оружие, разнообразные украшения из золота, меди и стекла). 9 апреля 1998 года было провозглашено создание Национального парка Вембе — Донгола, переименованного 24 сентября 2004 года в Национальный парк Мапунгубве; на территории парка произрастают разнообразные представители растительного мира, обитает значительное число млекопитающих (слон, жираф, кистеухая свинья, белый носорог, лев, леопард, пятнистая и бурая гиены, канна, куду, импала, голубой гну, зебра и др.) и птиц (их зарегистрировано 387 видов). 22 июня 2006 года парк стал составной частью расположенного в районе места слияния Шаше и Лимпопо на территории ЮАР, Ботсваны и Зимбабве Приграничного заповедника Лимпопо — Шаша, переименованного 19 июня 2009 года в Приграничный заповедник Большой Мапунгубве; его общая площадь составила 5909 км².